# Lady Oscar
Lady Oscar is een Franse dramafilm uit 1979 onder regie van Jacques Demy. Het is gebaseerd op de Japanse mangaserie De Roos van Versailles (ベルサイユのばら, Berusaiyu no Bara) van Riyoko Ikeda, ook bekend als Lady Oscar in sommige landen.

## Verhaal
Oscar Françoise de Jarjayes is door haar vader opgevoed als een jongen. Later wordt ze uitverkoren om kapitein van de garde te worden op het Paleis van Versailles. Ze wordt er al gauw geconfronteerd met de problemen van het koningshuis en de armoede van het volk. Die condities zullen uiteindelijk leiden tot de Franse Revolutie.

## Rolverdeling
| Acteur           | Personage                   |
| ---------------- | --------------------------- |
| Catriona MacColl | Oscar Françoise de Jarjayes |
| Barry Stokes     | André Grandier              |
| Christine Böhm   | Marie Antoinette            |
| Jonas Bergström  | Hans Axel von Fersen        |
| Mark Kingston    | Generaal de Jarjayes        |
| Martin Potter    | Graaf de Giraudet           |
| Nicholas Amer    | Mijnheer De Chantilly       |